# Jan Glastra van Loon
Jan Frederik Glastra van Loon (Batavia (Nederlands-Indië), 16 maart 1920 – 's-Gravenhage, 22 oktober 2001) was een Nederlands politicus en rechtsgeleerde.

## Carrière
Glastra van Loon studeerde filosofie en geneeskunde aan de Rijksuniversiteit Groningen van 1939 tot 1943 en vervolgens rechten aan de Universiteit van Amsterdam (kandidaatsexamen, 1946) en de Universiteit Leiden (doctoraalexamen, 1949). Tijdens de Tweede Wereldoorlog was hij leidinggevend in het studentenverzet binnen de Raad van Negen. Op 21 november 1956 promoveerde hij aan de Universiteit Leiden op het proefschrift Norm en handeling: Bijdrage tot een kentheoretische fundering der sociale wetenschappen; promotor was Gerard Langemeijer. In 1958 werd hij benoemd tot buitengewoon hoogleraar "inleiding tot de rechtswetenschap" aan de Universiteit Leiden, als opvolger van zijn promotor Langemeijer die procureur-generaal bij de Hoge Raad der Nederlanden was geworden. Hij hield zijn oratie, getiteld Recht en menselijke natuur, op 23 oktober van dat jaar. In 1961 werd de benoeming omgezet tot een als gewoon hoogleraar, met als leeropdracht "inleiding tot de rechtswetenschap alsmede wijsbegeerte van het recht". Sinds 1960 was hij tevens rechter-plaatsvervanger bij de rechtbank Den Haag.
In 1975 werd Glastra van Loon, die lid was van D66 benoemd tot staatssecretaris van Justitie in het kabinet-Den Uyl. Als staatssecretaris kwam hij in conflict met de ambtelijke top van het ministerie, meer in het bijzonder secretaris-generaal Albert Mulder, waarna minister Van Agt hem dwong af te treden. In 1975 werd hij partijvoorzitter van D66 en in 1980 lid van de Eerste Kamer, waar hij van 1980 tot 1985 fractievoorzitter was. In 1999 verliet hij na bijna twintig jaar de Eerste Kamer. Van 1987 tot 1994 was hij voorzitter van het Humanistisch Verbond. Glastra van Loon was een vooraanstaand humanist. Met een artikel in het Nederlands Juristenblad uit 1964 getiteld "Kiezen of delen" werd hij onbedoeld de geestelijk vader van de latere "kroonjuwelen" van D'66: de gekozen minister-president en het (gematigde) districtenstelsel.
Na zijn staatssecretariaat werd Glastra van Loon met ingang van 1 juni 1977 benoemd tot hoogleraar rechtsfilosofie aan de Universiteit van Amsterdam, na het emeritaat van Izaak Kisch. Op 1 april 1985 ging hij met emeritaat als hoogleraar. Hij schreef onder andere een inleidend leerboek  getiteld Elementair begrip van het recht.

## Familie
Jan Glastra van Loon was drie keer getrouwd en had vier kinderen bij zijn eerste echtgenote Els Boon. Via haar was hij een schoonzoon van het liberale Tweede Kamerlid Gerard Adolf Boon. Hij overleed op 81-jarige leeftijd in het najaar van 2001.

## Penning
Zijn partij D66 eerde Jan Glastra van Loon postuum met de instelling in 2004 van een onderscheiding met zijn naam, de Jan Glastra van Loon-penning, die wordt verleend aan leden van bijzondere verdienste. De eerste ontvangers, in 2006, van deze (ere)penning waren Jacob Kohnstamm en Erwin Nypels. Nadien is de prijs onder anderen aan Bart Robbers (Amsterdam) en Machteld Versnel (Utrecht) toegekend.

## Onderscheidingen
- Ridder in de Orde van de Nederlandse Leeuw (1975)
- Commandeur in de Orde van Oranje-Nassau (28 april 1995)

- Bibliothèque nationale de France: cb15065647m (data)
- Biografisch Portaal: 78295064
- Digitale Bibliotheek voor de Nederlandse Letteren: glas011
- Gemeinsame Normdatei: 119024411
- International Standard Name Identifier: 0000 0000 8159 6336
- Library of Congress Control Number: n50029897
- Nationale Bibliotheek van Israël: 987007386544905171
- Nederlandse Thesaurus van Auteursnamen: 068413343
- Parlement.com: vg09llg258zi
- LIBRIS: 188320
- Système universitaire de documentation: 08756291X
- Virtual International Authority File: 79407763
- WorldCat: E39PBJdcxd6kM8VpC3jtKpKw4q